# Fiat 60 HP
Fiat 60 HP a fost un automobil produs de constructorul italian Fiat între anii 1904 și 1906. Acest model a participat la curse precum Cursa Paris–Madrid din 1903 (pilotat de Vincenzo Lancia și Luigi Storero) și la Circuit des Ardennes, alături de alte competiții și curse de viteză în coastă.
Fiat 60 HP a fost primul automobil echipat cu un șasiu complet nou, realizat din oțel presat, reprezentând un progres tehnologic semnificativ. La vârful gamei, acest model era considerat răspunsul Fiat din Torino la Mercedes Sixty, fiind dotat cu un motor cu patru cilindri și o capacitate de 10,6 litri, descris de istoricul auto Michael Sedgwick în cartea sa „FIAT” drept un „monstru al vremii”.
O mare parte dintre aceste automobile au fost exportate către piețele bogate, inclusiv în SUA, unde erau apreciate de aristocrația vremii. Datorită radiatorului tip fagure, proiectat sub licență Mercedes, aceste vehicule se aflau în avangarda tehnologiei. Sistemul avansat de ungere al modelului a fost frecvent lăudat în articolele vremii.
Proiectat conform celor mai înalte standarde ale vremii, modelul Fiat 60 CP a fost apreciat de carosierii americani renumiți, precum Quimby și Demarest. Pentru a facilita munca acestora, mașina era oferită în două versiuni de ampatament: normal și extins.
Inițial, modelul era echipat cu un motor cu bloc de 4 cilindri, care dezvolta 60 CP. Ulterior, acesta a fost înlocuit cu un motor bi-tri cu 6 cilindri, care dezvolta între 50 și 60 CP, fiind asamblat în uzina Fiat de pe Corso Dante.